# Ольшево-Венґожевське
Ольшево-Венґожевське (пол. Olszewo Węgorzewskie, нім. Olschöwen) — село в Польщі, у гміні Будри Венґожевського повіту Вармінсько-Мазурського воєводства.
Населення — 161 особа (2011).
У 1975-1998 роках село належало до Сувальського воєводства.

## Демографія
Демографічна структура станом на 31 березня 2011 року:
|          | Загалом | Допрацездатний вік | Працездатний вік | Постпрацездатний вік |
| -------- | ------- | ------------------ | ---------------- | -------------------- |
| Чоловіки | 85      | 17                 | 56               | 12                   |
| Жінки    | 76      | 16                 | 41               | 19                   |
| Разом    | 161     | 33                 | 97               | 31                   |